# كلود إس. فيشر
كلود إس. فيشر (بالإنجليزية: Claude S. Fischer)‏ هو عالم اجتماع أمريكي، ولد في 9 يناير 1948 في باريس في فرنسا.